# Darren Aronofsky
Darren Aronofsky (New York, 12 febbraio 1969) è un regista, sceneggiatore e produttore cinematografico statunitense.
I temi centrali delle sue pellicole si focalizzano su toni surreali, psicologici, melodrammatici e talvolta inquietanti. 
Nel corso della sua carriera si è aggiudicato il Leone d'oro al miglior film con The Wrestler, e ha ricevuto una candidatura al Premio Oscar, ai Golden Globe e ai British Academy Film Awards come miglior regista per Il cigno nero.

## Biografia
Darren Aronofsky nasce a New York, figlio degli insegnanti Charlotte e Abraham Aronofsky, ed è cresciuto nel quartiere di Manhattan Beach. Ha una sorella, Patti. Ha dichiarato di essere "cresciuto culturalmente ebreo, ma c'era pochissima partecipazione spirituale al tempio. Era una cosa culturale: celebrare le vacanze, sapere da dove vieni, conoscere la tua storia, avere rispetto per ciò che ha passato la tua gente". I suoi genitori lo portavano spesso a spettacoli teatrali di Broadway, cosa che suscitò il suo interesse per il mondo dello spettacolo.
Durante la sua giovinezza, si è formato come biologo sul campo presso la School for Field Studies in Kenya nel 1985 e in Alaska nel 1986. Il suo interesse per la vita all'aria aperta lo ha portato a viaggiare con lo zaino in spalla attraverso l'Europa e il Medio Oriente. All'età di 18 anni è entrato all'Università di Harvard, dove si è laureato in antropologia sociale e ha studiato regia, laureandosi nel 1991.
Si interessò seriamente al cinema mentre frequentava Harvard dopo aver stretto amicizia con Dan Schrecker, un aspirante animatore, e Sean Gullette, che avrebbe poi recitato nel suo primo flm. Le sue influenze cinematografiche includevano Akira Kurosawa, Roman Polanski, Federico Fellini,Terry Gilliam, Shin'ya Tsukamoto, Hubert Selby Jr., Spike Lee, Satoshi Kon e Jim Jarmusch.

### Carriera

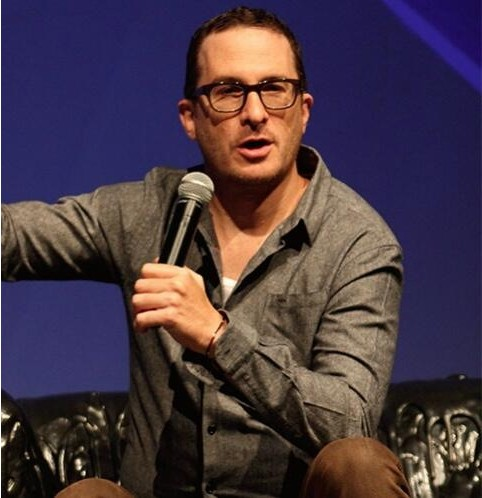
Darren Aronofsky nel 2013

Nel 1998 realizza il suo film d'esordio π - Il teorema del delirio che viene presentato in anteprima al Sundance Film Festival, dove si aggiudica il premio per il miglior regista. La pellicola è stata finanziata anche con alcune donazioni da parte dei suoi familiari e dei suoi amici, alla quale promise il rimborso nel caso il film avesse incassato. Con un budget di 60.000 dollari, il film ha incassato 3 milioni di dollari al botteghino. Grazie alla pellicola si aggiudica un Independent Spirit Award per la miglior sceneggiatura d'esordio.
Nel 2000 dirige Requiem for a Dream, un film basato sull'omonimo romanzo di Hubert Selby Jr.. Il film venne molto apprezzato dalla critica, lodando in particolare le interpretazioni del cast e la regia elegante.
Nel 2006 realizza The Fountain - L'albero della vita con protagonisti Hugh Jackman e Rachel Weisz. Considerato il suo film più ambizioso e tribolato, derivante da un soggetto originale del regista e incentrato su una storia d'amore che attraversa i secoli fino ad abbracciare i misteri dell'immortalità, il film non convinse appieno la critica.
Due anni più tardi, dopo aver avuto l'idea di girare il film per anni, dirige The Wrestler con protagonista Mickey Rourke. Le riprese della pellicola si svolsero per circa 40 giorni. Il film venne presentato in anteprima mondiale alla 65ª Mostra internazionale d'arte cinematografica di Venezia, aggiudicandosi il Leone d'oro al miglior film. La pellicola ricevette il plauso della critica, lodando in particolare le performance di Rourke e di Marisa Tomei che ricevettero entrambi la candidatura al Premio Oscar. Il fim incassò 44.674.354 dollari in tutto il mondo con un budget di 6.000.000 dollari.
Nel 2011 dirige Il cigno nero, un thriller psicologico incentrato su una ballerina di New York, con protagonista Natalie Portman. Il film venne presentato in anteprima mondiale come film di apertura alla 67ª Mostra internazionale d'arte cinematografica di Venezia, dove ricevette una standing ovation la cui lunghezza, secondo la rivista Variety, l'ha resa "una delle più forti aperture di Venezia nella memoria recente". La pellicola fu un successo sia di critica che di pubblico, arrivando a incassare oltre 300 milioni di dollari al botteghino. Grazie a questo lavoro, Aronofsky riceve la sua prima candidatura al Premio Oscar, ai Golden Globe e ai British Academy Film Awards come miglior regista.
Nel 2014 dirige Noah, un adattamento cinematografico della storia biblica di Noè, con Russell Crowe. Tre anni più tardi dirige Madre!, con protagonisti Jennifer Lawrence e Javier Bardem. Presentato in concorso alla 74ª Mostra internazionale d'arte cinematografica di Venezia, suscitò polemiche al momento della sua uscita per la rappresentazione della violenza. Nonostante abbia ricevuto recensioni generalmente positive, divenne uno dei pochi film a ricevere una "F" da parte di CinemaScore.
Nel 2022 dirige The Whale, un adattamento cinematografico dell'opera teatrale di Samuel D. Hunter, con protagonista Brendan Fraser. Il film viene presentato in anteprima mondiale alla 79ª Mostra internazionale d'arte cinematografica di Venezia, dove riceve una standing ovation di sei minuti.

## Vita privata
È stato legato sentimentalmente con l'attrice Rachel Weisz, dal 2001 al 2010. La coppia ha avuto un figlio.

## Stile
I primi film di Aronofsky erano produzioni a basso budget e utilizzavano montaggi estremamente serrati di inquadrature molto brevi. Mentre mediamente un film di 100 minuti ha 600-700 tagli, Requiem for a Dream ad esempio si caratterizza per averne più di 2.000. Altra caratteristica dello stile registico di Aronofsky è lo split-screen che viene ampiamente utilizzato insieme a primi piani molto stretti. Spesso nei suoi film Aronofsky alterna primi piani estremizzati a riprese a grandi distanze per creare un senso di isolamento.
Con The Fountain - L'albero della vita, Aronofsky, pur facendone ampio uso, ha cercato di limitare l'uso di immagini generate al computer utilizzate principalmente al fine di rendere alla perfezione il senso di immenso e di infinito che pervade buona parte delle immagini proposte all'interno della pellicola così come ha usato una regia più sottile in The Wrestler e Il cigno nero, meno viscerale al fine di mettere in mostra la recitazione e la narrazione.

## Progetti irrealizzati
Fin dagli inizi del 2000 il nome di Darren Aronofsky è sempre stato legato a molti blockbuster, che il regista ha dovuto abbandonare per i più disparati motivi:
- Nel 2000 è stato assunto per scrivere e dirigere un nuovo film su Batman (basato su Batman: Anno uno)[43], anche se la pellicola è stata in seguito diretta da Christopher Nolan con il titolo di Batman Begins. Nella sceneggiatura di Aronofsky (co-scritta assieme a Frank Miller), Bruce Wayne sarebbe stato un senzatetto, Alfred un meccanico afroamericano e il personaggio di Batman non avrebbe guidato la Batmobile, bensì una Lincoln Town Car[44].
- Nel 2004 si è aggiudicato i diritti per la trasposizione cinematografica di Watchmen[45], film a cui ha dovuto rinunciare per potersi dedicare a The Fountain - L'albero della vita[46].
- Nel 2007 è stato ingaggiato per dirigere The Fighter[47]. Tuttavia, il regista si è allontanato dal progetto ed è stato sostituito da David O. Russell[48].
- Nel 2008 ha firmato un accordo con la MGM per dirigere il remake di RoboCop[49], pellicola abbandonata nel 2010 per divergenze creative con la produzione[50].
- Nel 2010 la Warner Bros. ha proposto ad Aronofsky di dirigere Gangster Squad[51], offerta rifiutata dal regista.
- Sempre nel 2010 viene confermato come regista di The Wolverine (rinominata in seguito Wolverine - L'immortale)[52], film a cui ha rinunciato poiché le riprese lo avrebbero tenuto lontano dalla famiglia per circa un anno[53]. Nella sceneggiatura originale di Christopher McQuarrie, cambiata dopo l'abbandono di Aronofsky, Wolverine sarebbe stato l'unico mutante presente in tutta la pellicola[54].
- Nello stesso periodo è stato preso in considerazione per dirigere L'uomo d'acciaio[55], pellicola poi diretta da Zack Snyder.
- Nel 2011 la Walt Disney Pictures ha provato a coinvolgere Aronofsky nella regia di Maleficent[56].

## Filmografia

### Regista

#### Lungometraggi
- π - Il teorema del delirio (1998)
- Requiem for a Dream (2000)
- The Fountain - L'albero della vita (The Fountain) (2006)
- The Wrestler (2008)
- Il cigno nero (Black Swan) (2010)
- Noah (2014)
- Madre! (Mother!) (2017)
- The Whale (2022)
- Una scomoda circostanza - Caught Stealing (Caught Stealing) (2025)

#### Cortometraggi
- Supermarket Sweep (1991)
- Fortune Cookie (1991)
- Protozoa (1993)
- No Time (1994)
- Postcard from Earth (2023) – mediometraggio per la Sfera

### Sceneggiatore
- π - Il teorema del delirio, regia di Darren Aronofsky (1998)
- Requiem for a Dream, regia di Darren Aronofsky (2000)
- Below, regia di David Twohy (2002)
- The Fountain - L'albero della vita (The Fountain), regia di Darren Aronofsky (2006)
- Noah, regia di Darren Aronofsky (2014)
- Madre! (Mother!), regia di Darren Aronofsky (2017)

### Produttore
- π - Il teorema del delirio (π), regia di Darren Aronofsky (1998)
- Below, regia di David Twohy (2002)
- The Wrestler, regia di Darren Aronofsky (2008)
- The Fighter, regia di David O. Russell (2010)
- Noah, regia di Darren Aronofsky (2014)
- Jackie, regia di Pablo Larraín (2016)
- Aftermath - La vendetta (Aftermath), regia di Elliott Lester (2017)
- Madre! (Mother!), regia di Darren Aronofsky (2017)
- Cocaine - La vera storia di White Boy Rick (White Boy Rick), regia di Yann Demange (2018)
- One Strange Rock (2018), documentario naturalistico
- Catch the Fair One, regia di Josef Kubota Wladyka (2021)
- The Whale, regia di Darren Aronofsky (2022)
- The Good Nurse, regia di Tobias Lindholm (2022)
- Una scomoda circostanza - Caught Stealing (Caught Stealing), regia di Darren Aronofsky (2025)

### Attore
- Requiem for a Dream, regia di Darren Aronofsky (2000) - cameo
- Sergio Leone - L'italiano che inventò l'America, regia di Francesco Zippel (2022)

## Riconoscimenti
- Premio Oscar
  - 2011 – Candidatura al miglior regista per Il cigno nero
- Golden Globe
  - 2011 – Candidatura al miglior regista per Il cigno nero
- British Academy Film Awards
  - 2011 – Candidatura al miglior regista per Il cigno nero
- David di Donatello
  - 2009 – Candidatura al miglior film straniero per The Wrestler
  - 2011 – Candidatura al miglior film straniero per Il cigno nero
- Directors Guild of America
  - 2011 – Candidatura alla miglior regia per Il cigno nero
- Independent Spirit Awards
  - 1999 – Candidatura al miglior film d'esordio per π - Il teorema del delirio
  - 1999 – Miglior sceneggiatura d'esordio per π – Il teorema del delirio
  - 2001 – Candidatura al miglior regista per Requiem for a Dream
  - 2009 – Miglior film per The Wrestler
  - 2011 – Miglior regista per Il cigno nero
  - 2017 – Candidatura al miglior film per Jackie
- Mostra del Cinema di Venezia
  - 2006 – In concorso per il Leone d'oro per The Fountain - L'albero della vita
  - 2008 – Leone d'oro per The Wrestler
  - 2010 – In concorso per il Leone d'oro per Il cigno nero
  - 2017 – In concorso per il Leone d'oro per Madre!
  - 2022 – In concorso per il Leone d'oro per The Whale
- Premio César
  - 2012 – Candidatura al miglior film straniero per Il cigno nero
- Satellite Award
  - 2010 – Candidatura al miglior regista per Il cigno nero
- Scream Award
  - 2011 – Miglior regista per Il cigno nero

- Sundance Film Festival
  - 1998 – Miglior regia: U.S. Dramatic per π – Il teorema del delirio
  - 1998 – Candidatura al Gran premio della giuria: U.S. Dramatic per π – Il teorema del delirio